# Lawtey
Lawtey é uma cidade localizada no estado americano da Flórida, no condado de Bradford. Foi incorporada em 1905.

## Geografia
De acordo com o United States Census Bureau, a cidade tem uma área de 3,7 km², onde todos os 3,7 km² estão cobertos por terra.

### Localidades na vizinhança
O diagrama seguinte representa as localidades num raio de 32 km ao redor de Lawtey.

## Demografia
Segundo o censo nacional de 2010, a sua população é de 730 habitantes e sua densidade populacional é de 195,73 hab/km². Possui 341 residências, que resulta em uma densidade de 91,43 residências/km².